# 蓝焰 (剧作)
《蓝焰》（英語：The Blue Flame）是乔治·霍巴特与约翰·威拉德根据莱塔·万斯·尼科尔森原稿改写创作的四幕剧作，制作人阿尔伯特·伍兹在百老汇上演本剧并在美国巡演。主角鲁思·戈登是虔诚的青年女子，死后由科学家未婚夫复活，变成没有灵魂的致命女郎。她勾引多名男子吸毒、犯下谋杀等各种罪行，但最后一幕揭示她的死和復活都是梦境。女主角蒂达·巴拉是无声电影明星，以在电影出演类似角色闻名。
评论界对本剧口诛笔伐，情节、对白、巴拉的演出均招来批评甚至嘲笑。戏剧史家沃德·莫尔豪斯认为《蓝焰》在史上剧作位居倒数。许多观众为巴拉的大名吸引，演出门票非常热卖，部分院线上座率创历史新高。《蓝焰》是巴拉职业生涯末期作品，也是她仅有的百老汇演出。

## 剧情
第一幕：不信教的科学家约翰·瓦纳姆研发新设备，可将去世不久的人复活。他的未婚妻鲁思·戈登非常虔诚，希望改变约翰，不要再做这些触犯天条的实验。鲁思遭遇闪电伤重不治，死后成为未婚夫用新设备复活的第一人。复活前观众可见灵魂离开女主角躯体，情状呼应剧名“蓝焰”。复活的鲁思没有灵魂，为人处事与生前截然不同。“苏醒”后她向约翰索吻，然后要求马上结婚以便做爱。
鲁思在第二和第三幕勾引青年男子拉里·温斯顿离开未婚妻，还把他带到纽约唐人街，设法令他吸食可卡因成瘾，盗取崇拜物上的翡翠。她又勾引并杀害青年男子内德·马多克斯骗取保险金，陷害他人谋杀。第四幕揭示鲁思之死与复活都是约翰的梦境，醒来后他大彻大悟，摧毁复活装置并虔诚信教。

## 演员表

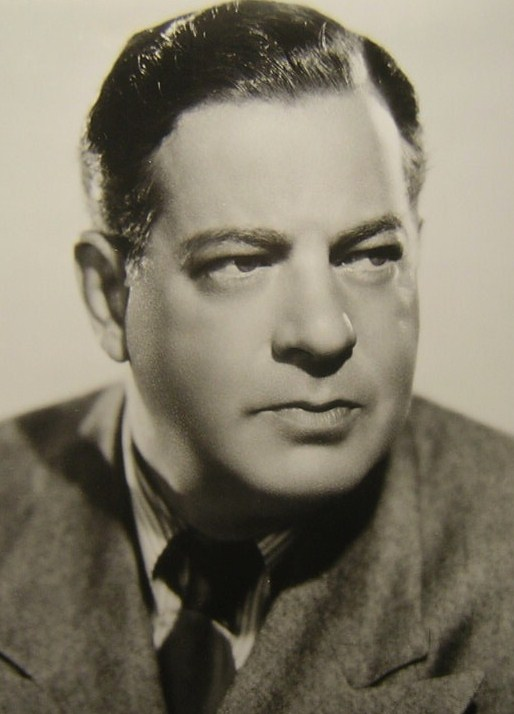
艾伦·迪内哈特饰约翰·瓦纳姆

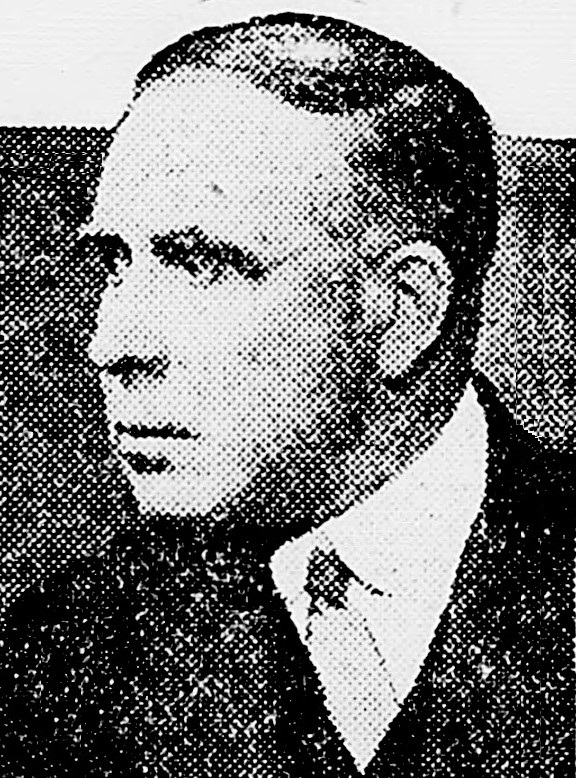
德威特·詹宁斯饰瑞恩警官

剧中主要人物和百老汇版演出如下：
| 人物                | 演员          |
| ------------------- | ------------- |
| 约翰·瓦纳姆         | 艾伦·迪内哈特 |
| 阿福                | 杰克·吉布森   |
| 鲁思·戈登           | 蒂达·巴拉     |
| 巴恩斯              | 约瑟夫·巴克利 |
| 西西里·瓦纳姆       | 海伦·库里     |
| 拉里·温斯顿         | 唐纳德·加拉赫 |
| 琼·托依             | 亨利·赫伯特   |
| 内德·马多克斯       | 肯尼斯·希尔   |
| 陌生人              | 厄尔·豪斯     |
| 帕特森              | 弗兰克·休斯   |
| 瑞恩警官            | 德威特·詹宁斯 |
| 诺拉·麦克里         | 泰西·劳伦斯   |
| 克拉丽莎·阿奇博尔德 | 泰斯·劳顿     |
| 王明                | 罗伯特·李     |
| 格罗根              | 马丁·马洛伊   |
| 汤姆·多根           | 哈里·明顿     |
| 米勒                | 汤姆·奥哈拉   |
| 林福                | 罗伊尔·斯托特 |

## 历史

### 背景与写作

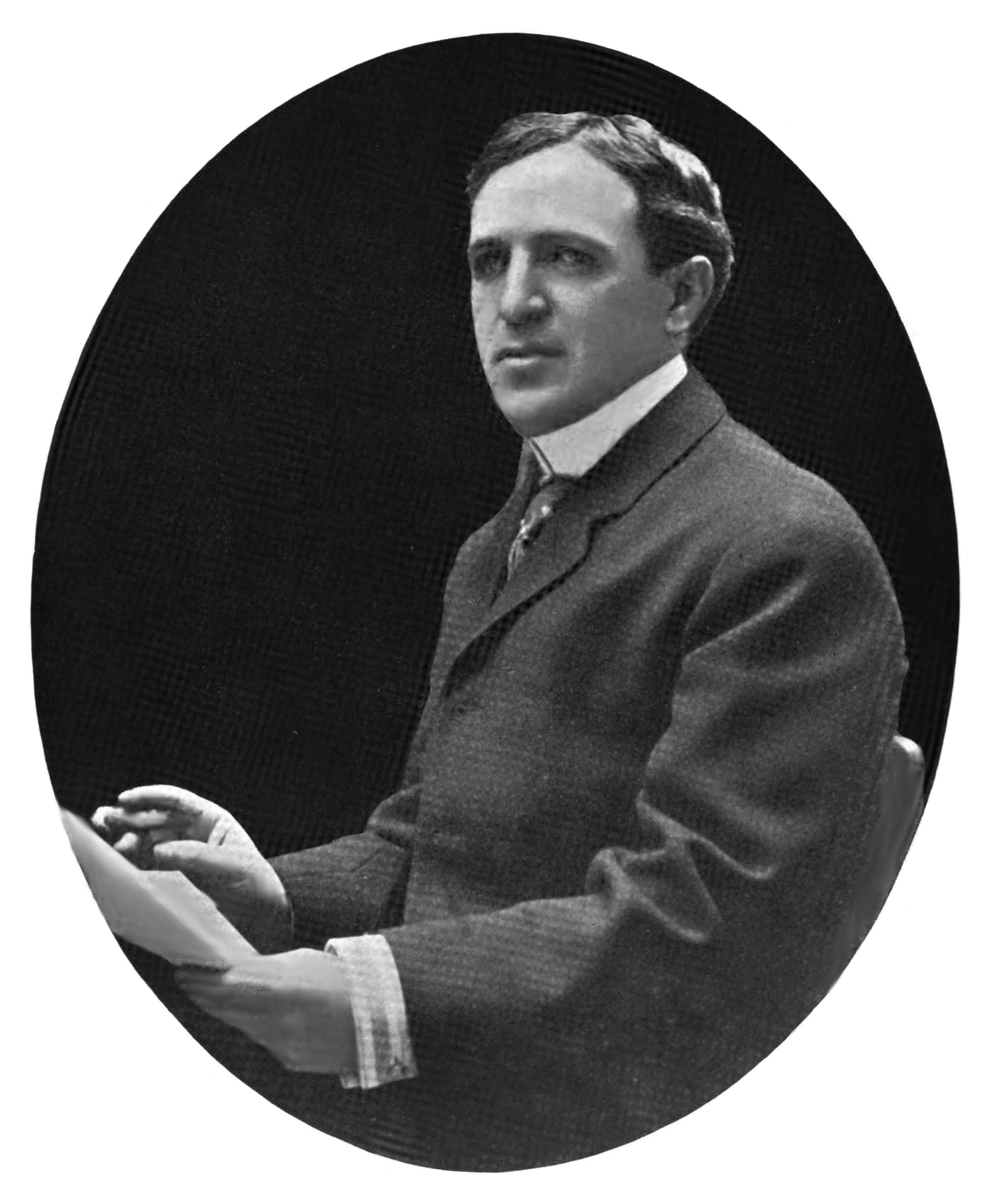
阿尔伯特·伍兹制作本剧

电影編劇莱塔·万斯·尼科尔森写出《蓝焰》初稿后卖给戏剧经纪人沃尔特·乔丹，后者请乔治·霍巴特和约翰·威拉德改写，共向三人支付一万美元稿酬，转手以3.5万美元价格把剧本卖给阿尔伯特·伍兹。
蒂达·巴拉是非常有名的无声电影明星。她1915年首度领衔，在电影《从前有个笨蛋》扮演勾引男人走向堕落的女主角，此后一直以出演同类角色闻名，偶然扮演其他人物也远不及此类电影卖座。1915至1919年巴拉签约福克斯电影公司，出演坏女人数十次之多。
巴拉与福克斯的合同到期后，伍兹取得联系想请她出演舞台剧。她从业早期曾参与舞台剧演出，在巡演公司和暑期剧院工作，但没上过百老汇舞台。巴拉向记者透露在考虑新剧本，最后选中《蓝焰》（当时叫《失落灵魂》），因为有机会同时扮演人物的善恶两面，还希望进军舞台剧为事业带来生机。伍兹为巴拉开出的条件非常优厚，周薪1500美元虽说远不及与福克斯签约最后一年的四千美元，但她还能拿到剧目演出净利润的一半，结果单在波士顿演出两周就赚得10700美元。伍兹还为女主角提供精心装修的私人车厢，巡演期间方便她在城市间穿棱。

### 制作、演出

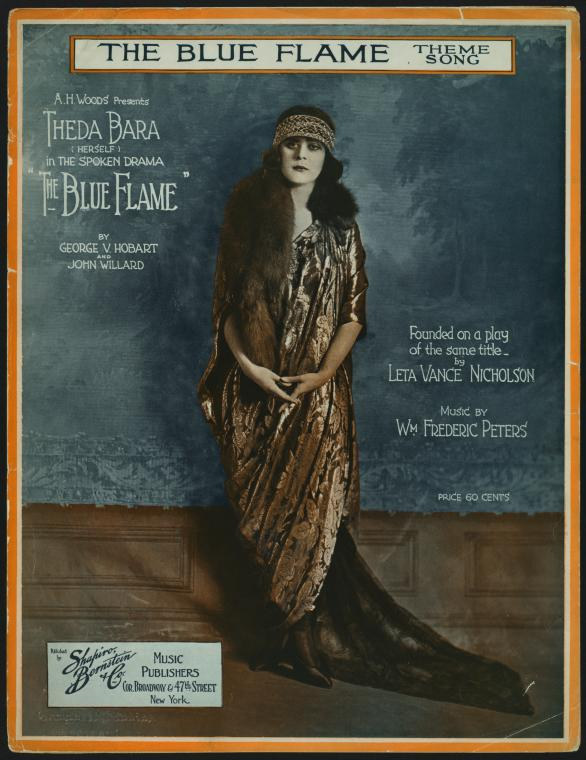
剧目主题歌1920年4月出版

伍兹聘请导演哈夫曼氏和吉尔摩氏协助制作。剧目1920年2月开始连串预演，辗转匹兹堡、华盛顿哥伦比亚特区、斯坦福、芝加哥，最后一站是三月初在波士顿，此后再在百老汇首演。
作家欧文·戴维斯在预演期间宣称《蓝焰》情节取自他的剧作《罗拉》，该剧1911年3月在百老汇短暂上演，1914年改编成电影。他递交诉状，同年五月底案件已达成和解，戴维斯拿到数额不明的现金补偿。
《蓝焰》1920年3月15日在百老汇舒伯特剧院首演，演出48场后在四月下旬离开百老汇，前往其他城市巡演。剧目主题曲乐谱同年四月发表，封面印刷巴拉的肖像，提升演出热度。主题曲由威廉·弗雷德里克·彼得斯作曲，巴拉德·麦克唐纳作词，夏皮罗与伯恩斯坦公司出版。
剧目1921年元旦结束巡演。《蓝焰》是巴拉唯一的百老汇演出，也是最后一次参与巡演。她参加一季歌舞杂耍表演但没有演出，而是与观众交流，谈论职业经历。此后她出演的舞台剧只有1934年小剧场剧目《贝拉夫人》。巴拉的电影事业同样日薄西山，《蓝焰》后她只演过1925年剧情片《不守规矩的女人》。

## 反响

### 专业评价
《蓝焰》公演后恶评如潮，仅部分评论对巴拉略有认可。据传记传家夏娃·戈尔登记载，传媒对巴拉演出评价“非常恶劣”，对剧目整体更是口诛笔伐。《综艺》原本预测巴拉至少能持续数周吸引观众走进剧院，但每天报刊上的文章几乎都在批评《蓝焰》。
亚历山大·伍尔科特在《纽约时报》发文取笑剧中对白，如“你带卡可因了吗？”“你让我心里想笑，感觉就像站街女”之类台词一本正经地说出来却令观众发笑。他特别引述台词“我要变得很坏很坏，别人永远忘不了”指出，巴拉的演出的确糟糕，但还不至于让世人牢记。在他看来，巴拉吐词清晰，面对观众嘲笑不至慌乱倒还值得认可。部分评论同样对巴拉嘴下留情，“算平均水平”、“也不至于太糟”不一而足，还有文章称赞她的美貌或漂亮服饰。
部分评论更加严厉，将巴拉和剧目整体批得体无全肤。《蒙西杂志》引述多篇负面评论，认为巴拉的演出连戏剧专业学生都赶不上。《布鲁克林每日鹰报》批评她的演出“畸形”，的确像她承诺的那样烂到令人难忘。《纽约太阳先驱报》同样对巴拉的演出颇感失望，剧目“智商低下，无论在戏剧艺术的哪方面都愚蠢透顶”。《安斯利杂志》刊登多萝西·帕克文章，取笑编剧的“工作座右铭”想必是以表现太差而为世人牢记，笑称观众前往剧场观看《蓝焰》其实是想看到编剧现身后打人。《纽约论坛报》的海伍德·布鲁恩表示，剧目表现如此之差，制作公司全体人员应该担心遭雷劈。
回顾本剧，史家和评论家反响一直很差。传记传家罗纳德·杰尼尼称《蓝焰》“烂到令人痛苦”，各界评论如同“批判盛宴”。戏剧史家沃德·莫尔豪斯认为本剧在史上位居倒数。文学批评家爱德华·瓦根内克特认为演出《蓝焰》促使巴拉的演艺生涯走向终结。戈尔登认为巴拉接演本剧只能用处境“绝望或判断力极差”解释。

### 票房
《蓝焰》整体而言非常卖座，前期预演就打破上座率纪录。波士顿额外加演后仍然一票难求，百老汇上演首周进账近两万美元，接近舒伯特剧院正常票价收入上限。如潮恶评令票房迅速下跌，伍兹提前四周向票务经纪人预售门票，结果提供大幅折扣后仍有许多门票烂在经纪人手里，只是剧目总票房成绩亮眼。离开纽约后，《蓝焰》沿途巡演票房回归强势。

## 脚注
1. ↑  Soister & Nicolella 2013，第332頁.
2. 1 2  Morehouse 1949，第175頁.
3. 1 2  Golden 1996，第204頁.
4. 1 2  SNYH19200316，第9頁.
5. 1 2 3  Woollcott 1920，第18頁.
6. 1 2  NYT19200313.
7. ↑  Golden 1996，第6頁.
8. ↑  Golden 1996，第30頁.
9. ↑  Genini 2012，第79–80頁.
10. ↑  Golden 1996，第21–23頁.
11. ↑  Golden 1996，第204–205頁.
12. ↑  Genini 2012，第81頁.
13. ↑  Genini 2012，第83頁.
14. 1 2  Golden 1996，第209頁.
15. 1 2  Golden 1996，第205頁.
16. ↑  Golden 1996，第205–206頁.
17. ↑  Variety19200528，第17頁.
18. ↑  Golden 1996，第206, 209頁.
19. ↑  IBDB.
20. ↑  Wlaschin 2009，第73頁.
21. ↑  USGPO1920，第6900頁.
22. ↑  Golden 1996，第210頁.
23. ↑  Golden 1996，第225頁.
24. ↑  Golden 1996，第213–218頁.
25. ↑  Golden 1996，第206頁.
26. 1 2  Golden 1996，第207頁.
27. 1 2  Variety19200319，第13–14頁.
28. ↑  White 1920，第144頁.
29. ↑  BDE19200316，第22頁.
30. ↑  Parker 2014，第136頁.
31. 1 2 3  Genini 2012，第85頁.
32. ↑  Genini 2012，第82頁.
33. ↑  Wagenknecht 2014，第130頁.
34. ↑  NYC19200324，第4頁.
35. ↑  Variety19200409，第13頁.
36. ↑  Variety19200430，第16頁.